# گروه بوگدان
گروه بوگدان (اوکراینی: Корпорація «Богдан») شرکت خودروسازی اوکراینی است، که در سال ۲۰۰۵ تأسیس شد.